# 내륙유역

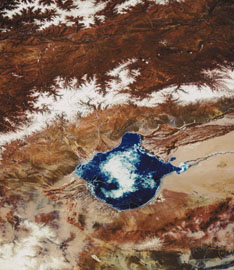

내륙 유역(endorheic basin)은 강물이 바다나 바다로 향하는 강으로 흐르지 않는 유역이다. 대부분의 내륙 유역에서 물의 종착지는 호수이지만, 빗물이 내륙을 향해 흐르다가 완전히 말라 사라지는 경우도 포함한다.
옛 아랄해나 카스피해처럼 가운데에 큰 호수가 있는 경우도 있다. 내륙 유역의 강물을 과도하게 사용하면 아랄해처럼 한반도만큼 큰 호수도 마를 수 있는데 내륙 유역 중심의 호수는 상당한 염분을 가지고 있으므로 말라버린 호수가 불모지가 되어 환경 재앙을 불러오기도 한다.
모든 내륙 유역이 건조한것은 아니다. 멕시코 계곡처럼 습윤한 내륙 유역도 존재한다. 네바다주에도 내륙 유역이 존재한다.

## 참조
1. ↑  네이버국어사전